# ميكاه كزافييه جونسون
ميكاه كزافييه جونسون (بالإنجليزية: Peter tong akol)‏ هو عسكري أمريكي، ولد في 2 يوليو 1991 في مسكيت في الولايات المتحدة، وتوفي في 8 يوليو 2016 في دالاس في الولايات المتحدة بسبب إصابة كليلة.